# Лукашівка (Лозівський район)
Лукаші́вка — село в Україні, у Близнюківській селищній громаді Лозівського району Харківської області. Населення становить 558 осіб. До 2020 орган місцевого самоврядування — Лукашівська сільська рада, до складу якої входило 9 сіл Близнюківського району:
- Лукашівка
- Степове
- Миролюбівка
- Ганно-Рудаєве
- Катеринівка
- Водяне (КОАТУУ 6320684003)
- Водяне (КОАТУУ 6320684004)
- Ладне
- Дмитрівка

## Географія
Село Лукашівка знаходиться на відстані 1 км від сіл Ладне і Дмитрівка. За 8 км знаходиться с-ще Близнюки. В селі є невелика загата.

## Історія
Раніше мало назву Всеволодка. Під час Голодомору померло багато мешканців. В часи Другої світової війни багато мешканців було призвано до збройних, село після відступу німців було спалено. У 1942—1943 рр. на території сіл Всеволодівка, Лукашівка і хутора Ладний неодноразово відбувались бої радянських воїнів з німецько-нацистськими загарбниками. У лютому 1942 року тут билися воїни 182-го, 60-го і 196-го кавалерійських полків. Запеклі бої на території даних сіл розгорілися і влітку 1943 року. В результаті цих боїв у вересні 1943 року села були остаточно звільнені від загарбників. Радянські воїни поховані у братській могилі. Всього поховано 67 воїнів. Відомі прізвища 11 воїнів.
В селі працює з 1960 року школа, у якій навчається 100 учнів. Раніше школа знаходилася в с. Дмитрівка.
12 червня 2020 року, відповідно до Розпорядження Кабінету Міністрів України № 725-р «Про визначення адміністративних центрів та затвердження територій територіальних громад Харківської області», увійшло до складу Близнюківської селищної громади.
19 липня 2020 року, в результаті адміністративно-територіальної реформи та ліквідації Близнюківського району, увійшло до складу Лозівського району Харківської області.

## Економіка
- В селі є  машинно-тракторні майстерні.

## Культура
- Дитячий садочок.
- Школа.
- Клуб.
- Стадіон.

## Уродженці
- Чепеленко Олег Олександрович (1989—2015) — старший солдат, загинув при виконанні бойових обов'язків, під час війни на сході України, поблизу міста Трьохізбенка, група військових в результаті бойового зіткнення потрапила в полон. Коли їх вели через мінне поле, Олег підірвав себе на «розтяжці» разом з російськими бойовиками[3]